# Mittelmeer-Rundfahrt 2016
Die 42. Mittelmeer-Rundfahrt 2016 (offiziell: La Méditerranéenne) war ein Etappenrennen im Straßenradsport.
Sie fand vom 11. bis zum 14. Februar 2016 statt. Nachdem die Mittelmeer-Rundfahrt (Tour méditerranéen cycliste professionnel) in den Vorjahren durch Südfrankreich führte und 2015 nach der 41. Auflage aus finanziellen Gründen eingestellt wurde, wurde das Rennen 2016 unter dem neuen Namen La Méditerranéenne als Dreiländerfahrt mit Etappen in Spanien, Frankreich und Italien wieder ausgetragen. Das Rennen war Teil der UCI Europe Tour 2016 und dort in der UCI-Kategorie 2.1 eingestuft.

## Teilnehmende Mannschaften
| WorldTeams (3)- AG2R La Mondiale - Astana - FDJ Professional Continental Teams (6)- Androni Giocattoli-Sidermec - Bardiani CSF - Cofidis, Solutions Crédits - Delko-Marseille Provence-KTM - Direct Énergie - Fortuneo-Vital Concept Continental Teams (7)- Armée de terre - Euskadi Basque Country-Murias - HP BTP-Auber 93 - Rally Cycling - Roubaix Métropole européenne de Lille - Veranclassic-Ago - Vorarlberg |
| |

## Etappen
| Etappe    | Datum    | Etappenorte                    | type            | Länge (km) | Etappensieger | Gesamtführender    |
| --------- | -------- | ------------------------------ | --------------- | ---------- | ------------- | ------------------ |
| 1. Etappe | 11. Feb. | Banyoles – Banyoles            | Teamzeitfahren  | 5,5        | FDJ           | Matthieu Ladagnous |
| 2. Etappe | 12. Feb. | Banyuls-sur-Mer – Port-Vendres | Flachetappe     | 176,5      | Arnaud Démare | Arnaud Démare      |
| 3. Etappe | 13. Feb. | Cadolive – Pégomas             | Hügelige Etappe | 179,1      | Andrij Hrywko | Andrij Hrywko      |
| 4. Etappe | 14. Feb. | Bordighera – Bordighera        | Hügelige Etappe | 95,7       | Jan Bakelants | Andrij Hrywko      |

## Wertungen
| Etappe         | Etappensieger  | Gesamtwertung      | Punktewertung      | Bergwertung       | Nachwuchswertung | Teamwertung      |
| -------------- | -------------- | ------------------ | ------------------ | ----------------- | ---------------- | ---------------- |
| 1              | FDJ            | Matthieu Ladagnous | nicht ausgetragen  | nicht ausgetragen | Marc Sarreau     | FDJ              |
| 2              | Arnaud Démare  | Arnaud Démare      | Arnaud Démare      | Luca Sterbini     | Arnaud Démare    | FDJ              |
| 3              | Andrij Hrywko  | Andrij Hrywko      | Matthieu Ladagnous | Rudy Barbier      | Lilian Calmejane | AG2R La Mondiale |
| 4              | Jan Bakelants  | Andrij Hrywko      | Jan Bakelants      | Cyril Gautier     | Lilian Calmejane | AG2R La Mondiale |
| Wertungssieger | Wertungssieger | Andrij Hrywko      | Jan Bakelants      | Cyril Gautier     | Lilian Calmejane | AG2R La Mondiale |